# Kirsten Jessen
Kirsten Jessen (24. september 1922 på Frederiksberg – 7. marts 2000) var en dansk skuespiller.
Kirsten Jessen begyndte karrieren som danser og optrådte bl.a. i ballettruppen De tre, som hun var medstifter af, under krigen. Herefter gik hun på Alliancescenernes Elevskole (Alliancescenerne = Folketeatret og Det ny Teater) bl.a. med Holger Juul Hansen i 1946-48. Hun debuterede i rollen som Henriette i teaterstykket Jul i Købmandsgaarden (forlægget for filmmanuskriptet til filmen Fra den gamle Købmandsgaard). Hun var i begyndelsen af 1950'erne engageret ved Aalborg Teater, men vendte herefter tilbage til København. Hendes karriere som skuespiller gik i stå omkring 1960, hun tog derefter en uddannelse som lægesekretær og ejede senere en kennel i Holme-Olstrup.
Hun var 1953-61 gift med skuespilleren Axel Strøbye.

## Filmografi
- Far betaler (1946)
- Vores lille by (1954)
- Stof til eftertanke (1958, kortfilm)